# 自動車技術展:人とくるまのテクノロジー展
自動車技術展:人とくるまのテクノロジー展（じどうしゃぎじゅつてん:ひととくるまのテクノロジーてん）は、公益社団法人自動車技術会が主催する1992年に始まった自動車の技術者、研究者向けの自動車技術専門展示会である。

## 概要
自動車業界の第一線で活躍する技術者・研究者のための自動車技術の専門展として1992年に始まる。毎年5月頃に横浜市のパシフィコ横浜で開催されており、2014年からは7月頃に名古屋市のポートメッセなごやでも開催される。ただし2020年および2021年は新型コロナウイルス感染症に伴う緊急事態宣言の影響で横浜・名古屋いずれも開催を見合わせ、オンライン展示会・講演会のみとなる。
来場者は9万人を超え、国内では自動車技術展として最大の規模を誇っている。
自動車産業の技術革新を進めるため、二輪、四輪の完成車メーカーだけでなく、部品メーカー、車体メーカー並びに研究機関、自動車周辺企業、大学や専門学校、工業高等学校も参加している。主に自動車業界関係者を来場対象としているが、一般でも来場はできる。ただし、来場や各種イベントには公式ウェブサイトにて事前登録が必要である。来場は無料である。
展示会会期中は、出展社からのワークショップでは30分のプレゼンテーションにおいて製品技術情報、業界、企業の説明を行う他、業界関係者による特別講演、特別企画、試乗会等が行われる。